# 2차 계획법
2차 계획법(Quadratic programming, QP)은 이차 함수와 관련된 특정 수학적 최적화 문제를 해결하는 프로세스이다. 특히, 변수에 대한 선형 제약 조건이 적용되는 다변량 2차 함수를 최적화(최소화 또는 최대화)하려고 한다. 2차 계획법은 비선형 계획법의 한 유형이다.
이 맥락에서 "계획법"(프로그래밍)은 수학적 문제를 해결하기 위한 공식적인 절차를 의미한다. 이러한 사용은 1940년대에 시작되었으며 특별히 "컴퓨터 프로그래밍"이라는 최신 개념과 관련이 없다. 혼란을 피하기 위해 일부 실무자들은 "최적화"라는 용어를 선호한다(예: "2차 최적화").

## 같이 보기
- 선형 계획법